# Mechlin's Tower (Segers)
Mechlin's Tower is een compositie voor harmonieorkest, fanfare of brassband van Belgische componist Jan Segers. Deze concertmars werd geschreven in 1977 in opdracht van het dorp Leest.
Het werk is op langspeelplaat opgenomen door de Muziekkapel van de Belgische Zeemacht te Oostende onder leiding van Jozef Wauters.